# Имула
И́мула (устар. Имуле, Имуль, Иммул, Ималит; латыш. Imula) — река в Латвии, левый приток среднего течения Абавы в бассейне Венты. Течёт по территории Циецерской и Гайкской волостей Салдусского края, а также Ванской и Маткульской волостей Тукумского края.
Длина реки составляет 52 км (по другим данным — 45 км или 60 км). Площадь водосборного бассейна равняется 263 км². Объём годового стока — 0,06 км³. Уклон — 1,44 м/км, падение — 74,8 м.
Имула начинается в заболоченном лесу, вытекая из маленького озера Мелнэзерс с северной стороны на высоте 107,1 м над уровнем моря. Течёт в основном на север по Салдусскому всхолмлению Восточной Курземской возвышенности на западе страны. В среднем течении около Ване пересекается с региональной автодорогой P121 (Тукумс — Кулдига). Устье Имулы находится в 66 км по левому берегу Абавы на высоте 29,6 м над уровнем моря, юго-восточнее Сабиле.
Основные притоки: Дзивене, Булльупе, Сарцене, Бриежупите, Димжава.